# Ло Юйтун
Ло Юйтун  (кит.: 罗 玉通, 6 жовтня 1985) — китайський стрибун у воду, олімпійський чемпіон.

## Виступи на Олімпіадах
| Олімпіада   | Дисципліна                   | Місце |
| ----------- | ---------------------------- | ----- |
| Лондон 2012 | синхронні стрибки з трамліна | 1     |

## Зовнішні посилання
- Досьє на sport.references.com [Архівовано 18 грудня 2012 у Wayback Machine.]